# Høyanger
Høyanger és un municipi situat al comtat de Vestland, Noruega. Té 4.161 habitants (2016) i la seva superfície és de 905,41 km². El centre administratiu del municipi és la població homònima.